# Britannia (Schiff, 1691)
Die Britannia war ein 100-Kanonen-Linienschiff 1. Ranges der englischen bzw. britischen Marine, das zwischen 1691 und 1737 in Dienst stand.

## Geschichte

### Entwicklungsgeschichte und Bau
In Folge des Englisch-Niederländischen Krieges bzw. des Niederländisch-Französischen Krieges, in den 1670er Jahren, kam es zu einer starken Vergrößerung der niederländischen und französischen Marine. Daher wurde bei den Verantwortlichen in England die Gefahr gesehen, dass die Royal Navy zu einer minderbedeutenden Seemacht absteigen könnte. Durch den Secretary to the Admiralty Commission Samuel Pepys wurde daher im April 1675 ein Bauprogramm über 40 Schiffe, einschließlich zweien des 1. Ranges, in das englische Parlament eingebracht. Nach Änderungen, unter anderem Reduzierung auf ein Schiff des 1. Ranges, wurde dieses Flottenbauprogramm am 5. März 1677 gebilligt. Pepys gelang es des Weiteren Gelder für den "Rebuild" der Royal Sovereign zu erhalten, um diese auch auf den gleichen Stand wie der des neuzubauenden 100-Kanonenschiffes zu bringen. Womit beide Schiffe quasi als Schwesterschiffe anzusehen sind.
Der Entwurf der späteren Britannia wurde durch den Schiffbaumeister Phineas Pett II erstellt. Das Schiff wurde nach seiner Bestellung durch diesen auf der Marinewerft in Chatham auf Kiel gelegt, wobei ab 1680 die Bauausführung beim Schiffbaumeister Robert Lee lag. Nach ihrem Stapellauf am 28. Juni 1682 wurde die Britannia nicht ausgerüstet und in Dienst gestellt, sondern stattdessen aufgelegt. Dies war notwendig da der Unterhalt und die Bemannung dieser großen Kriegsschiffe in Friedenszeiten zu viele Ressourcen der Marine gebunden hätte.

### Einsatzgeschichte

Darstellung der Britannia etwa 1736
– Gemälde von Samuel Scott –

In Rahmen der Glorious Revolution in England 1688/89 wurde der katholische König Jakob II. abgesetzt und die englische Krone an dessen Tochter Maria und deren Ehemann Wilhelm III. von Oranien übergeben. Dies bedeutete, dass England im Rahmen des Pfälzischen Erbfolgekrieges zusammen mit den Niederlanden gegen Frankreich unter Ludwig XIV. Mobil machte. In dieser Situation wurde auch die Britannia ausgerüstet. Hierbei zeigte sich, dass das Schiff, wie auch andere englische Dreidecker der Zeit, topplastig war und daher der Rumpf mit einer zusätzlichen Beplankungsschicht von 16 Zoll (40,64 cm) stärke versehen werden musste, was aber auch dazu führte, dass das Schiff relativ langsam war.
Die Indienststellung der Britannia erfolgte im Februar 1691, wobei die Umbauarbeiten bis ins Folgejahr dauerten. Sie war bis 1693 Flaggschiff von Sir Edward Russell und in dieser Funktion Ende Mai 1692 eines der englischen Führungsschiffe in der Seeschlacht von Barfleur gegen die Franzosen. Anschließend war sie Flaggschiff der Admirale Lord John Berkeley und Sir George Rooke, bis sie im Dezember 1697, nach dem Ende des Pfälzischen Erbfolgekrieges, aufgelegt wurde.
Eine Reaktivierung erfolgte im Januar 1702 für den Einsatz im Spanischen Erbfolgekrieg, wobei sie das Flaggschiff der Admirale Lord Edward Russell und Sir Cloudesley Shovell war. Sie nahm in dieser Zeit an keinen Schlachten teil, war ab 1705 das Reisemittel für den späteren Kaiser Karl VI. nach Spanien und wurde 1707 wiederum aufgelegt.
Ab dem Jahr 1715 wurde das Schiff zerlegt und am 5. Juni 1716 erfolgte der Befehl zum "Rebuild". Dieses wurde durch den Schiffbaumeister John Hayward in der Marinewerft im Londoner Stadtteil Woolwich durchgeführt, wo die Britannia am 3. Oktober 1719 erneut vom Stapel lief. Die Kosten hierfür betrugen 29.393 Pfund, 10 Schilling und 1 Pence (siehe Pfund Sterling).
Auch nach diesem Rebuild wurde das Schiff nicht in den aktiven Dienst gestellt, sondern erst ab September 1733 erfolgte eine Ausrüstung zur Verwendung als Flaggschiff. Diese wurde bis April des Folgejahres abgeschlossen und verursachte Kosten von 11.870 Pfund, 19 Schilling und 10 Pence. Anschließend war die Britannia bis Mitte 1736 Flaggschiff von Admiral Sir John Norris und gehörte der britischen Flotte an die zum Schutz britischer Bürger im Rahmen des Spanisch-Portugiesischen Krieges (1735–1737) von Lissabon aus operierte. Nach diesem Einsatz kehrte das Schiff nach England zurück und wurde bis auf eine Verwendung als Lazaretthulk zwischen 1745 und 1748 nicht weiter eingesetzt. Anschließend wurde die Britannia ab 10. Juni 1748 in Chatham aufgelegt und im September 1749 für 631 Pfund, 10 Schilling und 11 Pence zum Abbruch verkauft, was bis Ende des Jahres durchgeführt wurde.

## Technische Beschreibung

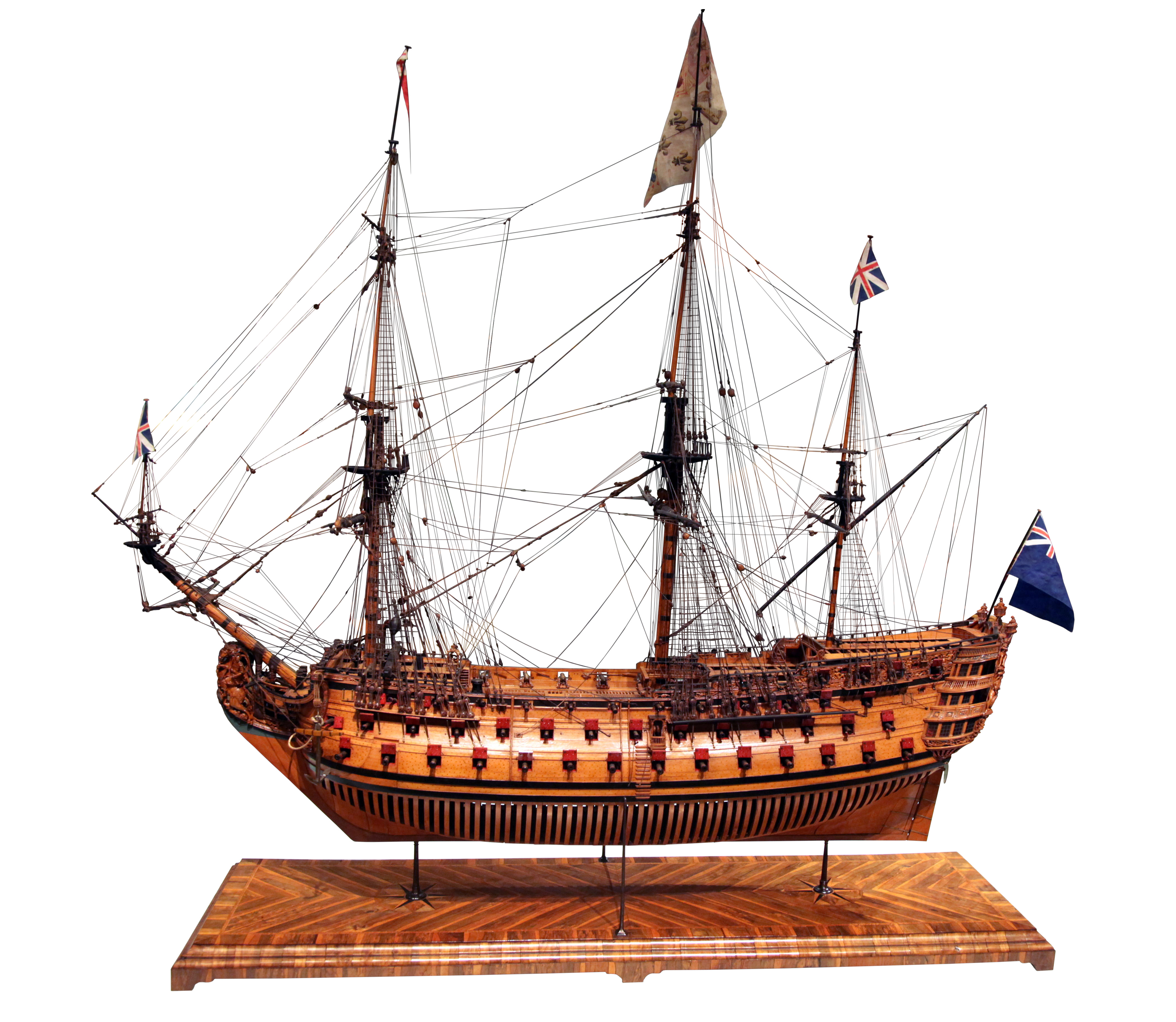
Modell eines britischen Dreidecker-Linienschiffes aus den 1710er Jahren

Die Britannia war als Batterieschiff mit drei durchgehenden Geschützdecks konzipiert und hatte eine Länge von 50,903 Metern (Geschützdeck), eine Breite von 14,34 Metern und einen Tiefgang von 5,79 Metern bei einer Vermessung von 1.894 77⁄94 tons (bm). Nach ihrem Rebuild hatte sie eine Länge von 53,037 Metern (Geschützdeck), eine Breite von 15,29 Metern und einen Tiefgang von 5,79 Metern bei einer Vermessung von 1.894 77⁄94 tons (bm). Sie war ein Rahsegler mit drei Masten (Fockmast, Großmast und Kreuzmast). Lediglich am Kreuzmast befand sich auf der untersten Position (Unterbesansegel) ein Lateinersegel. Auf der Spitze des Bugspriets war zudem noch eine Mars und ein weiterer kleiner Mast, der Sprietmast angebracht, an dem ebenfalls noch ein kleines Rahsegel gesetzt werden konnte.
Der Rumpf schloss im Heckbereich mit einem Heckspiegel, in den Galerien integriert waren, die in die seitlich angebrachten Seitengalerien mündeten. Diese waren aus Repräsentationsgründen durch zeitspeziefische Schnitzereien und Bildhauerarbeiten geschmückt. An der obersten Position des Heckspiegels befanden sich traditionell bis zu drei Hecklaternen. Die Beplankung des Schiffes war kraweel ausgeführt, das heißt, die Enden der Planken stießen stumpf aufeinander, so dass eine glatte Außenfläche entstand.
Die Bewaffnung bestand aus 100 Kanonen, die sich im Kaliber aber im Laufe ihrer Dienstzeit änderte.
|      | Unteres Batteriedeck | Mittleres Batteriedeck | Oberes Batteriedeck | Backdeck      | Achterdeck     | Poopdeck      | Kanonen (Geschossgewicht) |
| ---- | -------------------- | ---------------------- | ------------------- | ------------- | -------------- | ------------- | ------------------------- |
| 1703 | 26 × 32-Pfünder      | 28 × 18-Pfünder        | 28 × 9-Pfünder      | 4 × 6-Pfünder | 12 × 6-Pfünder | 2 × 6-Pfünder | 100 Kanonen (384,568 kg)  |
| 1719 | 28 × 42-Pfünder      | 28 × 24-Pfünder        | 28 × 12-Pfünder     | 4 × 6-Pfünder | 12 × 6-Pfünder | –             | 100 Kanonen (516,99 kg)   |

## Besatzung
Die Besatzung hatte, nach ihrem Rebuild, eine Stärke von 780 Mann (Offiziere und Unteroffiziere bzw. Mannschaften).

## Bemerkungen
1. ↑  Rebuild bedeutet, dass das Schiff komplett zerlegt und mit verändertem Entwurf unter Verwendung des altem Materials quasi neu gebaut wurde.